# Astragalus tortuosus
Astragalus tortuosus är en ärtväxtart som beskrevs av Dc. Astragalus tortuosus ingår i släktet vedlar, och familjen ärtväxter. Inga underarter finns listade i Catalogue of Life.